# دونالد كيث
دونالد كيث (بالإنجليزية: Donald Keith)‏ هو ممثل أمريكي، ولد في 6 سبتمبر 1903 ببوسطن في الولايات المتحدة، وتوفي في 1 أغسطس 1969 بلوس أنجلوس في الولايات المتحدة.

## أعمال

### أفلام
- (1925) العصر البلاستيكي

## وصلات خارجية
- دونالد كيث على موقع IMDb (الإنجليزية)
- دونالد كيث على موقع قاعدة بيانات الفيلم (الإنجليزية)